# St. Lorenzen (Włochy)
St. Lorenzen (wł. San Lorenzo di Sebato) – miejscowość i gmina we Włoszech, w regionie Trydent-Górna Adyga, w prowincji Bolzano.
Liczba mieszkańców gminy wynosiła 3717 (dane z roku 2009). Język niemiecki jest językiem ojczystym dla 96,63%, włoski dla 2,04%, a ladyński dla 1,34% mieszkańców (2001).